# Kings Point (Nueva York)
Kings Point es una villa ubicada en el condado de Nassau en el estado estadounidense de Nueva York. En el año 2000 tenía una población de 5.076 habitantes y una densidad poblacional de 586,5 personas por km². Kings Point se encuentra dentro del pueblo de North Hempstead.

## Geografía
Kings Point se encuentra ubicada en las coordenadas 40°48′56″N 73°44′16″O / 40.81556, -73.73778. Según la Oficina del Censo, la ciudad tiene un área total de 10,3 km² (4 mi²), de la cual 8,7 km² (3,4 mi²) es tierra y 1,7 km² (0,7 mi²) (16.08%) es agua.

## Demografía
Según la Oficina del Censo en 2000 los ingresos medios por hogar en la localidad eran de $153,715, y los ingresos medios por familia eran $168,232. Los hombres tenían unos ingresos medios de $100,000 frente a los $44,107 para las mujeres. La renta per cápita para la localidad era de $71,867. Alrededor del 6.5% de la población estaban por debajo del umbral de pobreza.